# Bai Yuming
Bai Yuming (en chino: 白钰鸣; 10 de enero de 2007) es un deportista chino que compite en saltos de plataforma.
Ganó dos medallas de oro en el Campeonato Mundial de Natación, en los años 2022 y 2023, ambas en la prueba de equipo mixto. En los Juegos Asiáticos de 2022 consiguió una medalla de plata en la prueba de plataforma 10 m.

## Palmarés internacional
| Campeonato Mundial | Campeonato Mundial | Campeonato Mundial | Campeonato Mundial |
| Año                | Lugar              | Medalla            | Prueba             |
| ------------------ | ------------------ | ------------------ | ------------------ |
| 2022               | Budapest (Hungría) | Medalla de oro     | Equipo mixto       |
| 2023               | Fukuoka (Japón)    | Medalla de oro     | Equipo mixto       |
| Juegos Asiáticos   |                    |                    |                    |
| Año                | Lugar              | Medalla            | Prueba             |
| 2022               | Hangzhou (China)   | Medalla de plata   | Plataforma 10 m    |